# Fábrica do Conhecimento

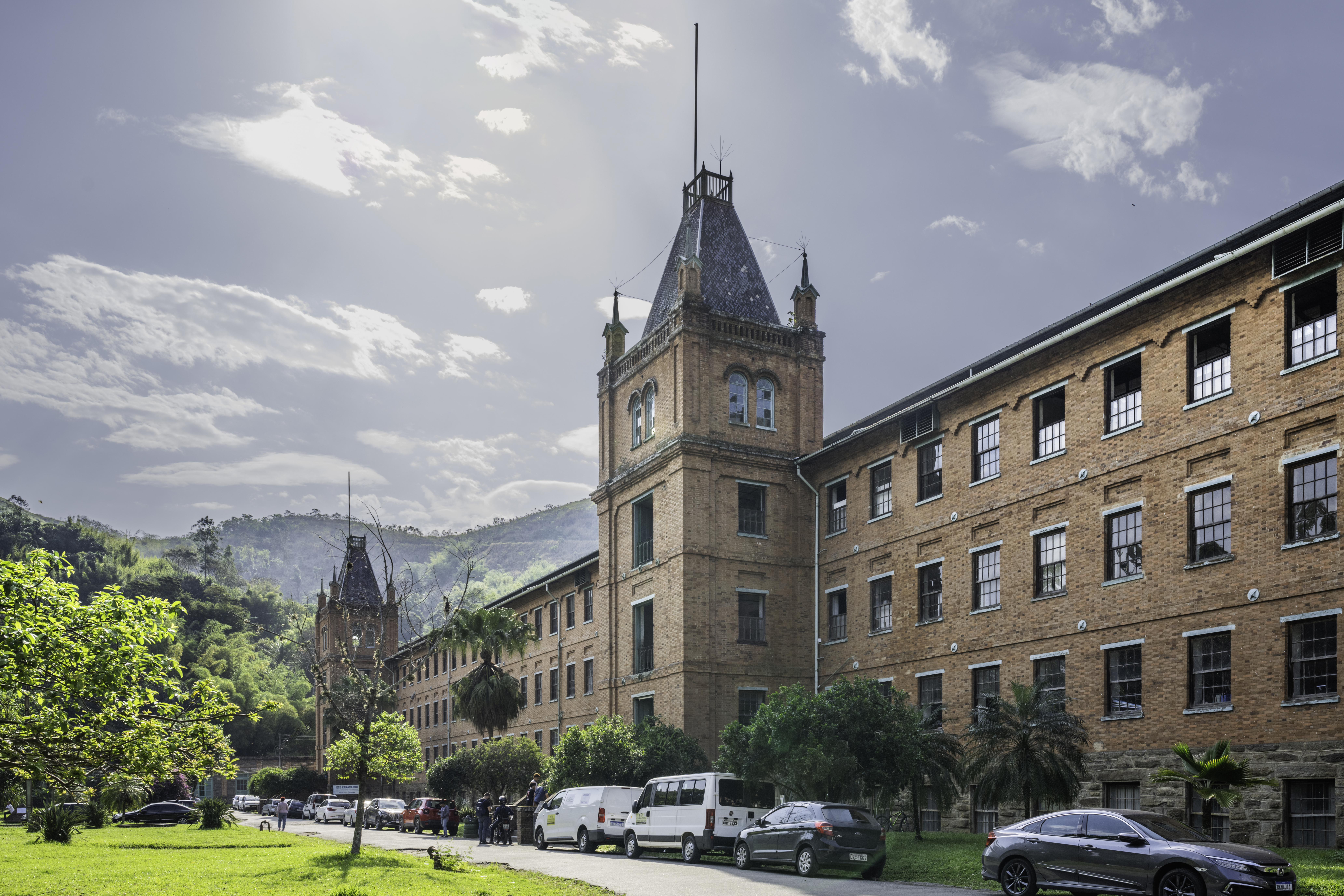
Fachada da Fábrica do Conhecimento.

A Fábrica do Conhecimento, também conhecida como Fábrica Brasil Industrial, é um edifício e complexo educacional situado no bairro do Boqueirão, na cidade fluminense de Paracambi. Localiza-se no final da Avenida dos Operários, em frente a um bosque.
O complexo, inaugurado em 2001, ocupa quatro andares do edifício onde funcionou no passado a Companhia Têxtil Brasil Industrial. Na fábrica estão instalados o Ballet Municipal Canto do Curió, o Planetário de Paracambi, o Espaço Cinema e Arte, um núcleo da Escola de Música Villa-Lobos, o Espaço da Ciência, uma brinquedoteca, a Secretaria Municipal de Cultura e Turismo de Paracambi e a Secretaria Municipal de Meio Ambiente de Paracambi. O edifício também sedia a ETE Paracambi da Fundação de Apoio à Escola Técnica (FAETEC), o Campus Paracambi da Faculdade de Educação Tecnológica do Estado do Rio de Janeiro (FAETERJ-Paracambi), o Campus Paracambi do Instituto Federal do Rio de Janeiro (IFRJ) e o Polo CEDERJ Paracambi da Fundação CECIERJ.
O edifício foi todo construído em estilo inglês do século XIX. Sua fachada é de tijolos aparentes e é composta por dois grandes torreões.

## História
O edifício onde hoje está instalada a Fábrica do Conhecimento começou a ser construído em 1870 para abrigar as instalações da Companhia Têxtil Brasil Industrial. A companhia foi fundada com a finalidade de fabricar tecidos finos de boa qualidade feitos de algodão. Até então, os tecidos fabricados no Brasil eram tecidos grosseiros feitos para serem utilizados como bolsa ou como vestimentas de escravizados. O custo de construção do complexo fabril é estimado em 1.088.284 mil-réis. O complexo, cujo alvará foi assinado pela Princesa Isabel, foi inaugurado em 1876. Foi a maior fábrica de tecidos do Império do Brasil, possuindo cerca de 400 teares.
Devido à necessidade de cinco mil operários para trabalharem no complexo fabril, surgiu ao seu redor a cidade de Paracambi. Os fatores determinantes para a escolha do local de construção do complexo, no sopé de um morro, foram: a existência de um ramal ferroviário que passava nas imediações, existente desde 1861, com ligação para a Zona Central da cidade do Rio de Janeiro; a existência de quedas-d'água que poderiam servir de força motriz para o maquinário, reduzindo a necessidade de carvão; e a possibilidade de uso como mão de obra dos moradores residiam próximo à Estação Paracambi, na época conhecida como Estação de Macacos.
A fábrica foi desativada em 1984. O edifício foi tombado em 1985 pelo Instituto Estadual do Patrimônio Cultural (INEPAC) e adquirido pela Prefeitura de Paracambi em 2001 para ser transformado na Fábrica do Conhecimento.